# الحوت المنقاري لساوربي
الحوت المنقاري لساوربي (الاسم العلمي: Mesoplodon bidens) هو نوع من الحيتانيات، يتبع جنس حيتان مركزية الأسنان.